# Poveste de iarnă (film din 1992)
Poveste de iarnă (titlul original: în franceză Conte d'hiver) este un film francez de comedie dramatică, realizat în 1992 de regizorul Éric Rohmer. Filmul este a doua contribuție la tetralogia anotimpurilor a lui Rohmer, care constă în plus și din filmele Poveste de primăvară (1990), Poveste de vară (1996) și Poveste de toamnă (1998). 
Personajul principal este o tânără mamă (Charlotte Véry), care stă între doi bărbați, dar așteaptă întoarcerea unui al treilea...
Alți protagoniști ai filmului sunt actorii Frédéric van den Driessche, Michel Voletti și Hervé Furic.
Filmul Poveste de iarnă a fost prezentat la Berlinala din 1992 și a primit premiul FIPRESCI.

## Rezumat
În vacanța petrecută în Bretania, Félicie se îndrăgostește de Charles. Dar, atunci când la sfârșitul vacanței îi dă adresa, Félicie face o greșeală spunând-o incorect, astfel cei doi nu se mai pot nicicum regăsi.
Cinci ani mai târziu, iarna: Félicie este coafeză într-o suburbie din Paris și este acum mama singură crescătoare a fiicei al cărei tată este Charles. Cele două locuiesc cu mama lui Félicie. Aceasta caută un nou partener cu care să-și întemeieze o familie, deși ea încă speră din tot sufletul să-l reîntâlnească pe Charles. Viața ei este fragmentată între șeful ei Maxence și bibliotecarul Loïc.
Lui Maxence i se oferă posibilitatea de a-și deschide propriul salon în Nevers și Félicie decide să meargă cu el. În Ajunul Crăciunului, își împachetează lucrurile pentru mutare, dar de îndată ce ajunge în Nevers, își dă seama că creșterea fiicei sale Elise și conducerea salonului de coafură sunt greu de împăcat. Ea mai realizează că nu îl „iubește nebunește” pe Maxence. La slujba de la biserică, are o revelație a inimii că trebuie să aștepte revenirea neprobabilă a lui Charles. Prin urmare, îl părăsește pe Maxence și se întoarce la Paris.
După întoarcerea ei, se întâlnește din nou cu Loïc, care are speranțe într-un viitor împreună cu ea. Félicie îl place ca pe un prieten, dar îl consideră prea intelectual. Cei doi participă la o reprezentație a piesei Poveste de iarnă a lui Shakespeare, intriga căreia îi amintește Féliciei de propria ei așteptare a lui Charles, întărindu-i și mai mult convingerea de a nu se avânta într-o relație strânsă de dragoste.
În ajunul Anului Nou, ea îl întâlnește brusc pe Charles într-un autobuz. La început, Félicie vrea să coboare pentru că Charles este cu o femeie, dar se dovedește că aceasta este doar o prietenă...

## Distribuție
- Charlotte Véry – Félicie
- Frédéric van den Driessche – Charles
- Michel Voletti – Maxence
- Hervé Furic – Loïc
- Ava Loraschi – Élise
- Christiane Desbois – mama
- Rosette – sora
- Jean-Luc Revol – cumnatul
- Haydée Caillot – Edwige
- Jean-Claude Biette – Quentin
- Marie Rivière – Dora
- Claudine Paringaux – un client

Reprezentația piesei Poveste de iarnă de Shakespeare:
- Roger Dumas – Léontès
- Danièle Lebrun – Paulina
- Diane Lepvrier – Hermione
- Edwige Navarro – Perdita
- François Rauscher – Florizel
- Daniel Tarrare – Polyxènes
- Eric Wapler – un lord
- Gaston Richard – un lord
- Maria Coin – flautistul

## Distincții
- Berlinala 1992 :
  - Premiul FIPRESCI de la Berlinale
  - Prix du jury œcuménique